# النمايسة
قرية النمايسة هي إحدى القرى التابعة لمركز أسيوط في محافظة أسيوط في جمهورية مصر العربية. حسب إحصاءات سنة 2006، بلغ إجمالي السكان في النمايسة 2289 نسمة، منهم 1172 رجل و1117 امرأة.